# Dinapries
Dinapries är ett släkte av skalbaggar. Dinapries ingår i familjen vivlar.
Kladogram enligt Catalogue of Life:
| Dinapries | \| \| Dinapries salebrosa \| \| \| \| |
|           | \| \| Dinapries salebrosa \| \| \| \| |
|           | Dinapries salebrosa                   |
|           |                                       |